# Scheggino

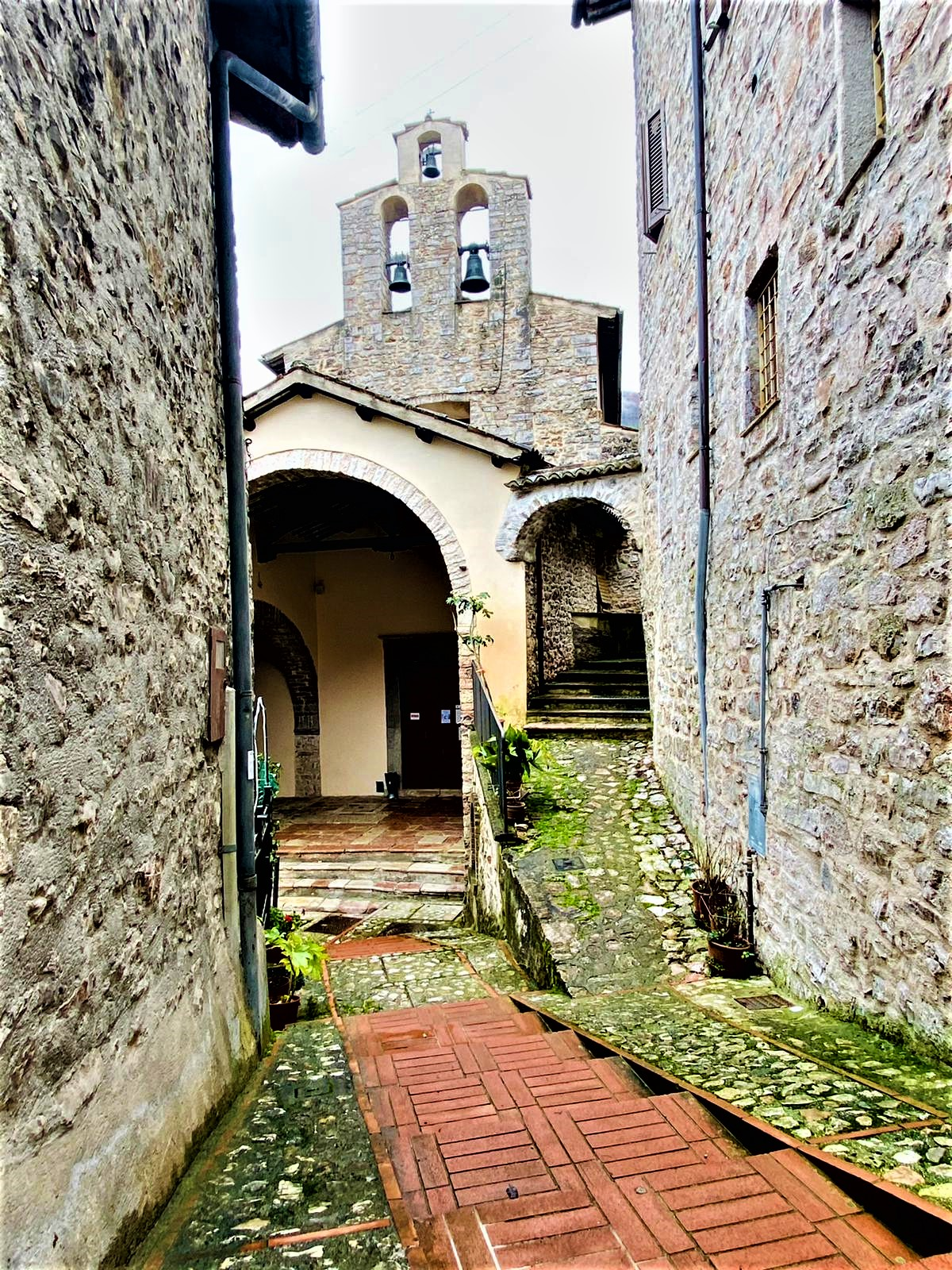
Scorcio sulla Chiesa di San Nicola

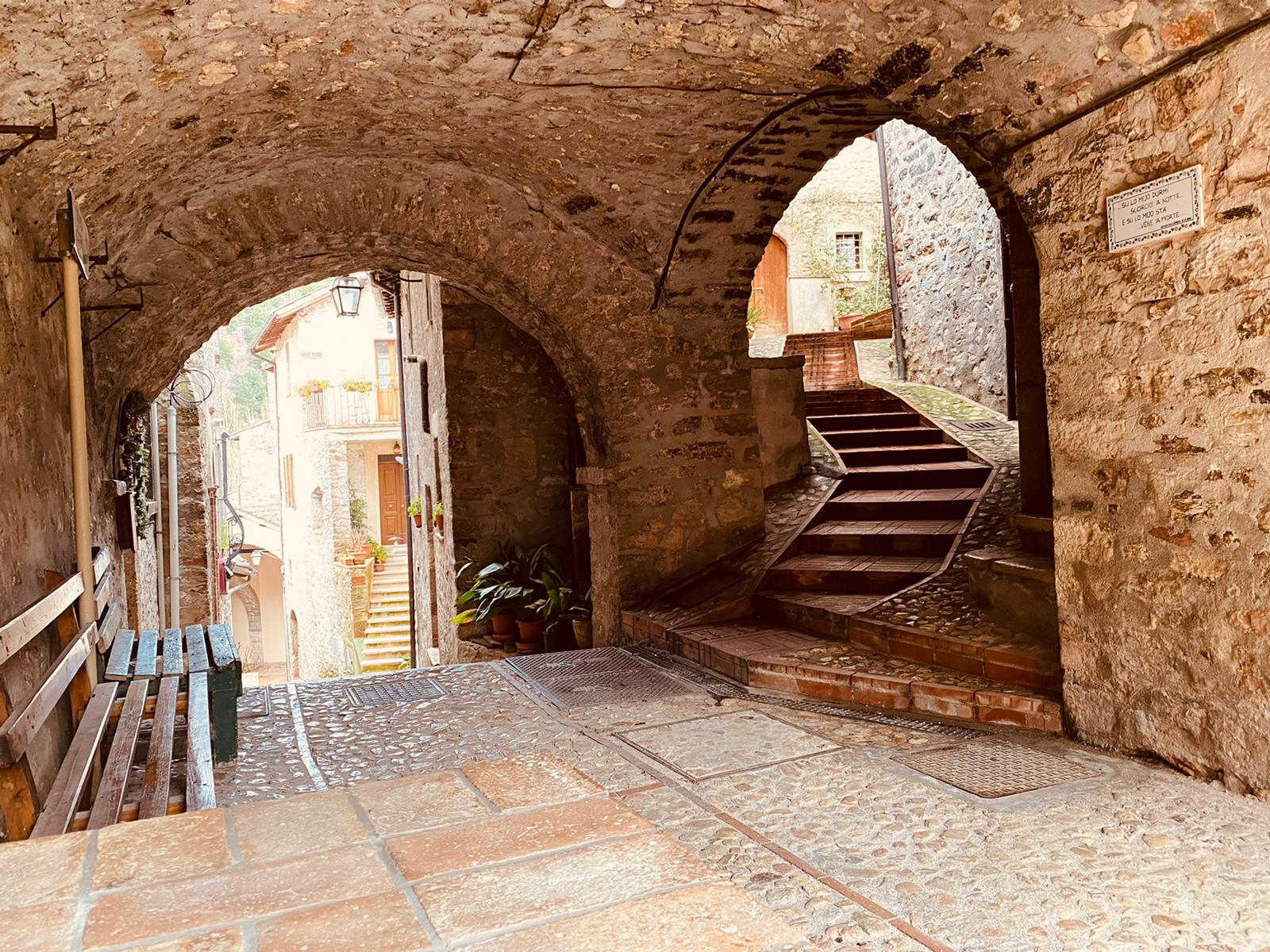
Passaggio coperto

Scheggino è un comune italiano di 430 abitanti della provincia di Perugia in Umbria, ubicato in prossimità del fiume Nera.

## Geografia fisica
Il piccolo borgo di Scheggino è situato nel cuore della Valnerina, nella parte sud-orientale dell'Umbria. Il territorio è interamente montano ed è attraversato dal fiume Nera.
Dal castello di pendio incastonato al vertice di una roccia, Scheggino si sviluppa verso valle, fino al borgo che costeggia il fiume artificiale, fondendosi in un unico complesso. La zona è a elevato rischio sismico come indicato nell'Ordinanza del Presidente del Consiglio dei ministri n. 3274 del 20/03/2003 e nella Deliberazione della giunta regionale del 18 settembre 2012, n. 1111, che colloca Scheggino insieme ai comuni limitrofi nella zona 1, la più pericolosa e con intensità sismica alta. 
- Classificazione climatica: zona D, 2076 GR/G

## Storia
Paese di origine medievale con resti di mura e di un torrione semidiroccato della stessa epoca, fu edificato nel XII secolo dal Ducato di Spoleto come avamposto difensivo e per questa ragione fu più volte attaccato e saccheggiato. Il XVI secolo fu caratterizzato da una serie di lotte tra le famiglie aristocratiche degli Orsini, sostenitori della guelfa Spoleto e dei Colonna, alleati dei ventitré castelli-comuni ghibellini del distretto di Spoleto. Il 23 luglio 1522 Scheggino fu cinta d'assedio dai castelli limitrofi, capeggiati da Picozzo Brancaleoni e Petrone da Vallo, che approfittarono dell'assenza degli uomini occupati nei campi per conquistare il borgo, tuttavia non riuscirono nella loro impresa in quanto vennero respinti dalle donne e i giovani accorsi a difendere le proprie case.

## Monumenti e luoghi d'interesse
- Chiesa di San Nicola, di epoca medievale ed ampiamente ristrutturata nella prima metà del XVI secolo. L'interno a tre navate divise da colonne contiene nell'abside affreschi cinquecenteschi iniziati da Giovanni Di Pietro detto lo Spagna e completati dopo la sua morte dai collaboratori, nei quali, in omaggio a Spoleto, venne dipinta l'Incoronazione dell'Assunta nell'abside proprio come nel Duomo spoletino[9]. In chiesa è anche una pala di Guidobaldo Abbatini con la Madonna col Bambino e i Santi Giacomo, Rocco, Giovanni Evangelista, Sebastiano e un papa martire ottenuta nel 1644 dai massari di Scheggino con l'intercessione del cardinale Fausto Poli e del nipote Sisinio. La tela mostra una sintesi della migliore cultura artistica romana, con ricordi berniniani, cortoneschi, lanfranchiani, mentre la simmetria compositiva classicheggiante si rifa' al Camassei[10].
- Chiesa di Santa Felicita (XII secolo), che presenta un certo interesse anche perché conserva l'assetto originale con l'eccezione della facciata che ha subito modifiche nel XVII secolo[8]
- Museo del tartufo[11]
- Museo della fiaba[12]
- Museo casa del contadino[13]
- Spazio arte Valcasana[14]

## Società

### Evoluzione demografica
Abitanti censiti

### Tradizioni e folclore
- Nella notte tra il nove e il dieci dicembre si celebra la Festa della Venuta accendendo grandi falò[16].
- Il 23 luglio si svolge la Festa delle Donne con una rievocazione dell'episodio storico del 1522 che vide le donne di Scheggino protagoniste della difesa del castello dall'invasione dei castelli di Valnerina, contrari al fatto che il paese era rimasto fedele al Ducato di Spoleto.[17]
- Il giorno dell'Epifania si festeggia il Canto della Pasquarella in cui i giovani girano per il paese raccogliendo in dono cibarie che poi si consumano la sera in una cena comune.[17]

## Infrastrutture e trasporti

### Ferrovie
Dal 1926 al 1968 Scheggino (insieme al comune di Sant'Anatolia di Narco) fu servita (tramite l'omonima stazione) dalla ferrovia Spoleto-Norcia, una linea a scartamento ridotto che collegava Spoleto con Norcia, che rimase in esercizio dal 1º novembre 1926 al 31 luglio 1968, quando fu soppressa. Le tracce della ferrovia sono quasi tutte conservate, il sedime è stato convertito in una pista ciclabile.

## Amministrazione
| Periodo           | Periodo           | Primo cittadino        | Partito              | Carica                     | Note   |
| ----------------- | ----------------- | ---------------------- | -------------------- | -------------------------- | ------ |
| 18 agosto 1988    | 21 giugno 1990    | Roberto Strinati       | Democrazia Cristiana | Sindaco                    | [ 18 ] |
| 29 giugno 1990    | 23 aprile 1995    | Ada Spadoni            | Democrazia Cristiana | Sindaco                    | [ 18 ] |
| 24 aprile 1995    | 5 maggio 1995     | Ada Spadoni            | Centro               | Sindaco                    | [ 18 ] |
| 6 maggio 1995     | 19 novembre 1995  | Bruno Dottori          | Centro               | Vicesindaco - Sindaco f.f. | [ 18 ] |
| 20 novembre 1995  | 16 aprile 2000    | Roberto Strinati       | Centro               | Sindaco                    | [ 18 ] |
| 17 aprile 2000    | 4 aprile 2005     | Renato Magna           | Lista civica         | Sindaco                    | [ 18 ] |
| 5 aprile 2005     | 29 marzo 2010     | Carlo Valentini        | Centro-destra        | Sindaco                    | [ 18 ] |
| 30 marzo 2010     | 30 dicembre 2013  | Carlo Valentini        | Lista civica         | Sindaco                    | [ 18 ] |
| 31 dicembre 2013  | 25 maggio 2014    | Maria Speranza Sciurpi |                      | Commissario prefettizio    | [ 18 ] |
| 26 maggio 2014    | 26 maggio 2019    | Paola Agabiti          | Uniti per Scheggino  | Sindaco                    | [ 18 ] |
| 27 maggio 2019    | 15 dicembre 2019  | Paola Agabiti          | Uniti per Scheggino  | Sindaco                    | [ 18 ] |
| 16 dicembre 2019  | 21 settembre 2020 | Fabio Dottori          | Uniti per Scheggino  | Vicesindaco - Sindaco f.f. | [ 18 ] |
| 22 settembre 2020 | in carica         | Fabio Dottori          | Uniti per Scheggino  | Sindaco                    | [ 18 ] |

## Galleria d'immagini
|  |  |  |  |